# Elisabeth Feist Hirsch

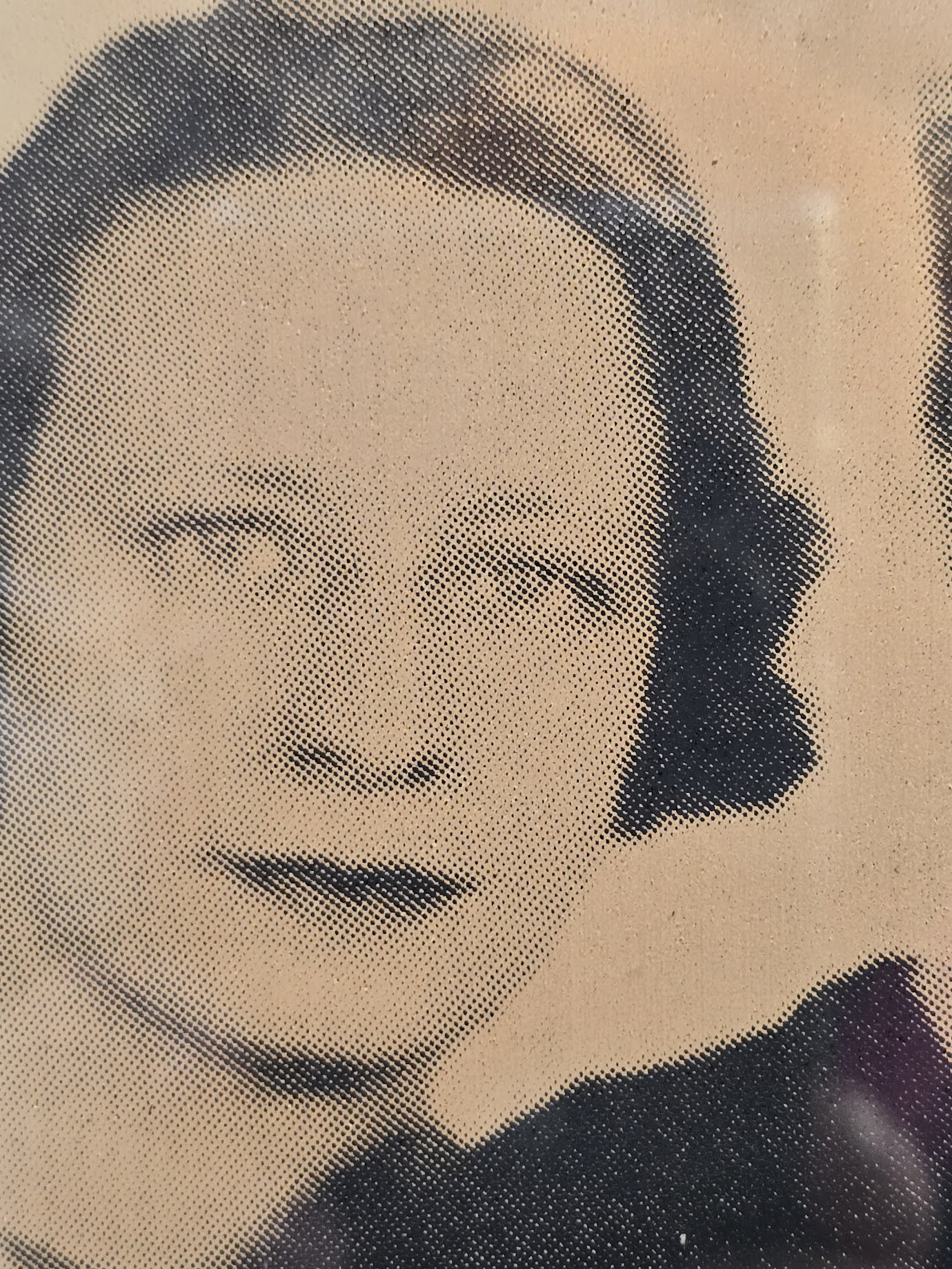
Bild von Elisabeth Feist Hirsch auf der Gedenktafel Weinbergsweg 13, Berlin-Mitte

Ernestine  Elisabeth Feist Hirsch (* 2. November 1904 in Mainz, Deutschland; †  8. Mai 1998 in Newton, Vereinigte Staaten) war eine deutsch-amerikanische Philosophin und Hochschullehrerin. Sie war emeritierte Professorin für Philosophie am Bard College.

## Leben und Werk

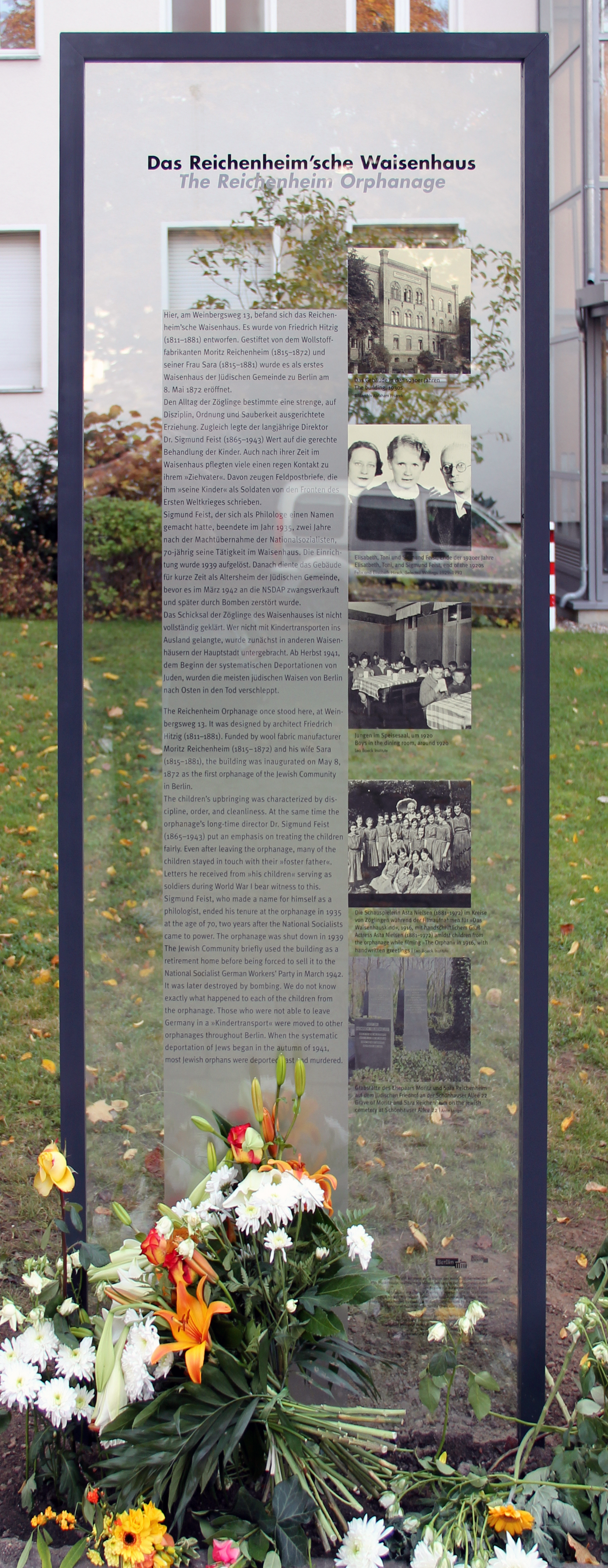
Gedenktafel, Reichenheimsches Waisenhaus, Weinbergsweg 13, Berlin-Mitte, Deutschland. Elisabeth Feist Hirsch ist auf dem zweiten Foto rechts abgebildet

Hirsch war die Tochter von Sigmund Feist und Toni Feist. Ihr Vater war Linguist und wurde 1904 Direktor des Reichenheimschen Waisenhauses in Berlin. Ihre Mutter Toni war die Tochter eines Rabbiners und erhielt eine Ausbildung zur Lehrerin. Hirsch wuchs in Berlin auf. Während und nach dem Ersten Weltkrieg besuchte sie das Berliner Gymnasium und bestand die schriftliche Prüfung, die ihr ein Universitätsstudium an einer Hochschule ihrer Wahl ermöglichte. Sie studierte Philosophie ab 1924 an der Albert-Ludwigs-Universität Freiburg und dann bei Martin Heidegger an der Universität Marburg, wo sie 1930 promovierte.

## Studienaufenthalte in Frankreich und Portugal
Nachdem sie die Promotion mit Auszeichnung und das preußische Staatsexamen, das zum Lehramt am Gymnasium berechtigte, bestanden hatte, setzte sie ihr Studium zu politischen Theorien im Frankreich des 16. Jahrhunderts fort. Da sie dieses in der Nationalbibliothek in Paris fortführen konnte, versuchte sie in Berlin ein Rockefeller-Stipendium zu erhalten. Nach der Bewilligung belegte sie vor Beginn ihrer Forschung einen Französischkurs an der Universität Grenoble. 1931 forschte sie zu politischen Theorien im 16. Jahrhundert in Paris und wurde dort von dem portugiesischen Botschafter mit einem Stipendium des Instituts für Hochkultur zur Forschung nach Portugal eingeladen. Sie lehnte die Einladung ab und kehrte nach Berlin zurück.
Delio Cantimori, ein bekannter Italienhistoriker des 16. Jahrhunderts, nahm ihr Manuskript in seine Quellensammlung auf, die 1937 von der Königlichen Akademie Rom veröffentlicht wurde. Cantimori war ein Freund von Professor Roland Bainton von der Yale University, mit dem er viele wissenschaftliche Interessen teilte, darunter die Schriften von Sebastian Castellio. Das gemeinsame Interesse an Castellio führte zu einer Korrespondenz von Hirsch und Bainton. Bainton bot ihr ein Sterling-Forschungsstipendium an der Yale University für die Fortsetzung ihrer Forschung an. Da das Yale-Stipendium für die Zeit von September 1937 bis September 1938 vorgesehen war, forschte sie den größten Teil des Jahres 1937 noch in Portugal. Nach mehreren Monaten Recherche in der Bibliothek in Lissabon konzentrierte sie ihre Forschung auf Damião de Góis. Sie wurde einige Monate früher aus ihrem Stipendienvertrag entlassen und reiste später wieder nach Portugal, um ihre Recherchen abzuschließen.

### Biografie über Damião de Gois
Nach dem Zweiten Weltkrieg besuchte sie mit ihrer Familie Portugal und lebte in Carcavelos, damit ihre Kinder eine englische Schule besuchen konnten. Um das Material für eine Gois-Biographie zu sammeln, besuchte sie verschiedene europäische Bibliotheken und lebte 1954 mit ihrer Familie ein Jahr in Deutschland. Nachdem sie sich von ihrer Lehrtätigkeit hatte beurlauben lassen und mit Hilfe eines Guggenheim-Stipendiums die Biografie schrieb, erschien ihr Buch 1967. Für die erste Biographie des portugiesischen Humanisten und Diplomaten Damião de Gois überreichte ihr die portugiesische Regierung 1968 eine Auszeichnung.

## Professorin für Philosophie in den USA
Im Herbst 1937 fuhr sie mit einem Schiff von Rotterdam in die Vereinigten Staaten, wo sie 1944 eingebürgert wurde. Nach ihrer Ankunft begann sie als Sterling Research Fellow an der Yale University zu arbeiten. Kurz darauf erfuhr sie, dass Felix Hirsch, mit dem sie schon in Deutschland befreundet war, als Bibliothekar und Geschichtsprofessor am Bard College arbeitete. Sie heiratete ihn 1938 und bekam mit ihm 1939 und 1942 zwei Söhne.
Als ihre Kinder in der Schule waren, nahm sie ihre Forschungen wieder auf. Sie wurde 1949 als Professorin am Bard College eingestellt, um Politikwissenschaft und Philosophie zu lehren. 1953 wurde sie gebeten, eine der ersten Klassen des Common Course zu unterrichten, aus dem sich das First Year Seminar entwickelt hat. Der Common Course, der von Heinrich Blücher, Philosophieprofessor und Ehemann von Hannah Arendt, entwickelt und strukturiert wurde, hatte die Geschichte der Philosophie zum Thema. Von 1956 bis 1964 war sie Assistenzprofessorin für Philosophie und moderne Sprachen am Trenton State College, danach bis 1969 außerordentliche Professorin für Philosophie und anschließend Professorin für Philosophie und Vorsitzende der Abteilung Philosophie und Religion am Bard College. 1972 wurde sie zur emeritierten Professorin ernannt.
Hirsch starb 1998 im Alter von 93 Jahren.

## Auszeichnungen (Auswahl)
- 1929–1930: Empfängerin des Preises der Rockefeller Foundation
- 1937–1938: Sterling Research Fellow an der Yale University
- 1960: Gulbenkian Foundation Fellow an der Lissabonner Universität
- 1960–1961: Guggenheim Fellow
- 1968: Preis der Portugiesischen Akademie für Internationale Kultur[10]

## Mitgliedschaft
- Mitglied der American Association of University Women
- Heidegger-Konferenz
- American Society Reformation Research
- Renaissance Society of America

## Veröffentlichungen (Auswahl)
- Damião de Gois: The Life and Thought of a Portuguese Humanist, 1502–1574. Springer, 1967, ISBN 978-90-247-0195-7.
- John Cotton and Roger Williams: Their Controversy concerning Religious Liberty, Church History V. 10, N° 1. Cambridge University Press, 1941, S. 38–51.
- Sébastien Castellion: De arte dubitandi et confidendi, ignorandi et sciendi. In: Reale Accademia d’Italia. Studi e documenti VII, Per la Storia Degli Eretici Italiani del Seculo XVI in Europa. Brill, Leiden 1981, ISBN 90-04-06344-7.